# 당조의 도주현
당나라는 초기 거점 도시에 총관부(總官府) 혹은 대총관부(大總官府)를 두고 인근 주들을 속주로 관할하게 했으며 모든 주는 여러개의 현을 두었다. 도주현 제도는 627년(당 태종 정관 원년), 각지에 10도를 두고 그 밑에 주를 두면서 시행되었고 733년(당 현종 개원 22년) 강남도, 산남도가 각각 동, 서도로 분리되고 도기도, 경기도, 검중도가 신설되면서 15도를 두었다.

## 관할도
당 태종 시대에 신설된 10도는 다음과 같았다.
- 관내도(關內道)·하남도(河南道)·하동도(河東道)·하북도(河北道)·산남도(山南道)·농우도(隴右道)·회남도(淮南道)·강남도(江南道)·검남도(劍南道)·영남도(嶺南道)

당 현종 시대에 개편된 15도는 다음과 같았다.
- 관내도·하남도·하동도·하북도·농우도·회남도·검남도·영남도·경기도(京畿道)·도기도(都畿道)·강남동도(江南東道)·강남서도(江南西道)·검중도(黔中道)·산남동도(山南東道)·산남서도(山南西道)